# Big Lagoon
Big Lagoon es un lugar designado por el censo ubicado en el condado de Humboldt en el estado estadounidense de California. En el año 2010 tenía una población de 93 habitantes.

## Geografía
Big Lagoon se encuentra ubicado en las coordenadas 41°6′22″N 124°7′44″O / 41.10611, -124.12889.